# Sara Colaone
Sara Colaone (née en 1970 à Pordenone) est une autrice de bande dessinée et illustratrice italienne qui a publié plusieurs ouvrages traitant des problèmes contemporains. 

## Biographie
Sara Colaone possède une maîtrise en conservation des biens culturels avec une thèse sur l'Histoire du cinéma.
Après une première bande dessinée en solo, elle devient l'illustratrice de la BD humoristique Cream écrite par Luca de Santis.
En 2010 est publiée sa BD En Italie, il n'y a que des vrais hommes, réalisée avec l'italien Luca de Santis. Inspiré d'une enquête de 1987, l'ouvrage s'intéresse au traitement des personnes homosexuelles dans l'Italie fasciste, à leur déportation et leur confinement, à la fin des années 1930, dans des lieux écartés, dont des îles du pays. Le titre est une phrase prononcée par Benito Mussolini lui-même. 
En parallèle de sa carrière dans la bande-dessinée, elle donne des cours de dessin à l'Académie des beaux-arts de Bologne. 

## Publication en français
- av. Luca de Santis, En Italie, il n'y a que des vrais hommes, Bruxelles, Dargaud, 2010, 176 p. (ISBN 978-2-505-00797-5)réédité sous le titre Au pays des vrais hommes, Nantes, Ici Même, 2020[4].
- av. Francesco Satta et Luca de Santis (trad. de l'italien), Leda Rafanelli : La gitane anarchiste, Paris, Steinkis, 2018, 212 p. (ISBN 978-2-36846-173-0)
- Évadées du harem (dessin) avec Alain Quella-Villéger et Didier Quella-Guyot (scénario), Steinkis, août 2020  (ISBN 978-2368462614)

## Récompense
- 2009 : Prix Micheluzzi de la meilleure bande dessinée pour En Italie, il n'y a que des vrais hommes (avec Luca de Santis)
- 2017 : Prix Gran Guinigni de la Meilleures dessinatrice pour Leda[5]